# Stanislava Kavanová
Stanislava Kavanová, rozená Potužníková (* 8. srpna 1943 Praha), je česká sochařka.

## Život
Stanislava Kavanová se narodila roku 1943 v Praze. V šestnácti letech složila státní zkoušku z těsnopisu a psaní na stroji a začala pracovat v kanceláři. Při zaměstnání večerně studovala na Střední odborné škole výtvarné v Praze. V roce 1965 opustila zaměstnání a byla přijata na Vysokou školu uměleckoprůmyslovou v Praze do sochařského atelieru profesora Jana Kavana, kde v roce 1972 absolvovala. Předmětem její tvorby je volná monumentální socha pro interiér i exteriér, komorní plastika a portrétní tvorba. Materiálem je nejčastěji pálená hlína, elektroporcelán a bronz, pro jednu z řady realizací v architektuře s úspěchem použila i litý beton. V sedmdesátých i osmdesátých letech 20. století vytvářela díla s intimně laděnými motivy ženství a mateřství. Později vytvořila řadu konstrukcí z porcelánových dílů a rezavého železa – lidských figur, zbavených všech příkras, kolekci porcelánových panenek, plastiky, představující hlavy se symbolickým výrazem utrpení. V roce 2013 zvítězila v soutěži o portrét Václava Havla. Je členkou Spolku sochařů ČR.
Uskutečnila kolem třiceti autorských výstav a zúčastnila se mnoha výstav oborových. Často vystavuje společně s manželem grafikem Janem Kavanem, synem svého profesora Jana Kavana z UMPRUM. Je zastoupena v domácích i zahraničních, oficiálních i soukromých sbírkách, má řadu realizací v architektuře i v krajině. Je členkou Spolku sochařů ČR.

## Galerie

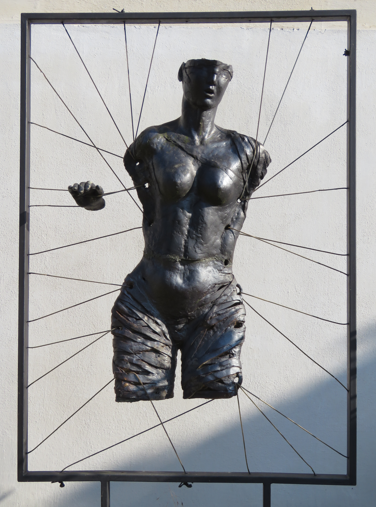
Tenata
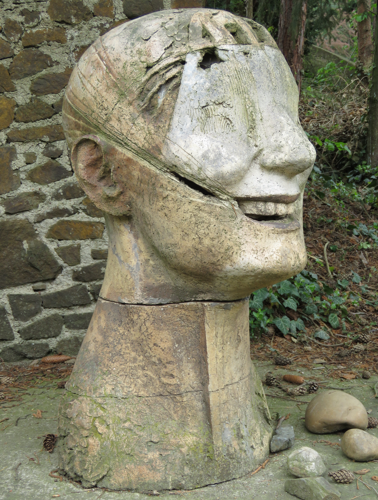
Vítězný úsměv
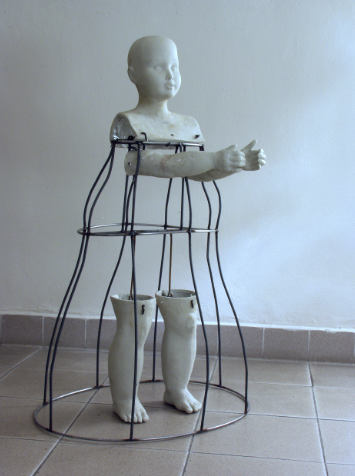
Panna
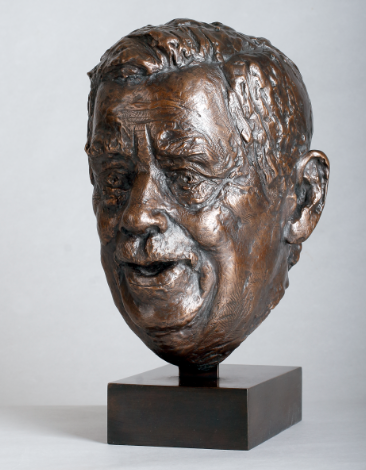
Václav Havel
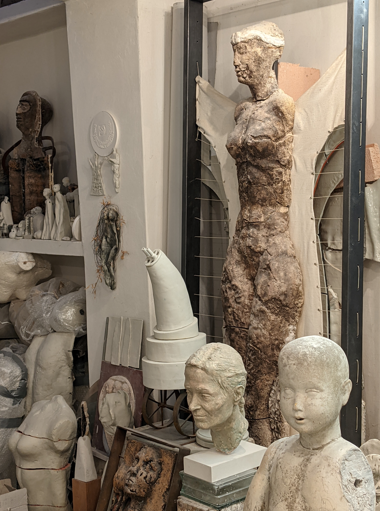
Ateliér
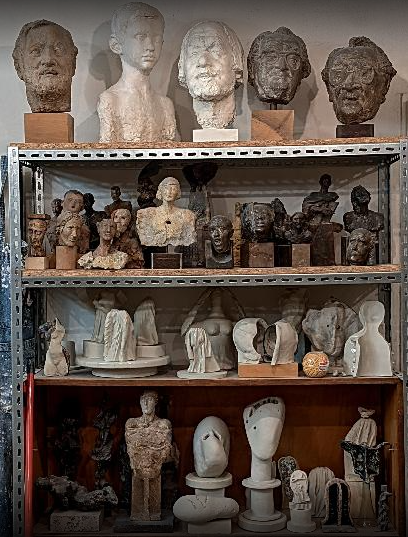
Ateliér 2